# 黃頭真小鯉
黃頭真小鯉（學名：Cyprinella xanthicara）為輻鰭魚綱鯉形目雅羅魚科真小鯉屬的其中一種，被IUCN列為瀕危保育類動物，分布於中美洲墨西哥科阿韋拉州的Cuatro Cienegas和Cuatrocienegas市水塘和沼澤，體長可達16公分，棲息在底中層水域，生活習性不明。

## 扩展阅读
維基物種上的相關：黃頭真小鯉